# Olympic (półwysep)

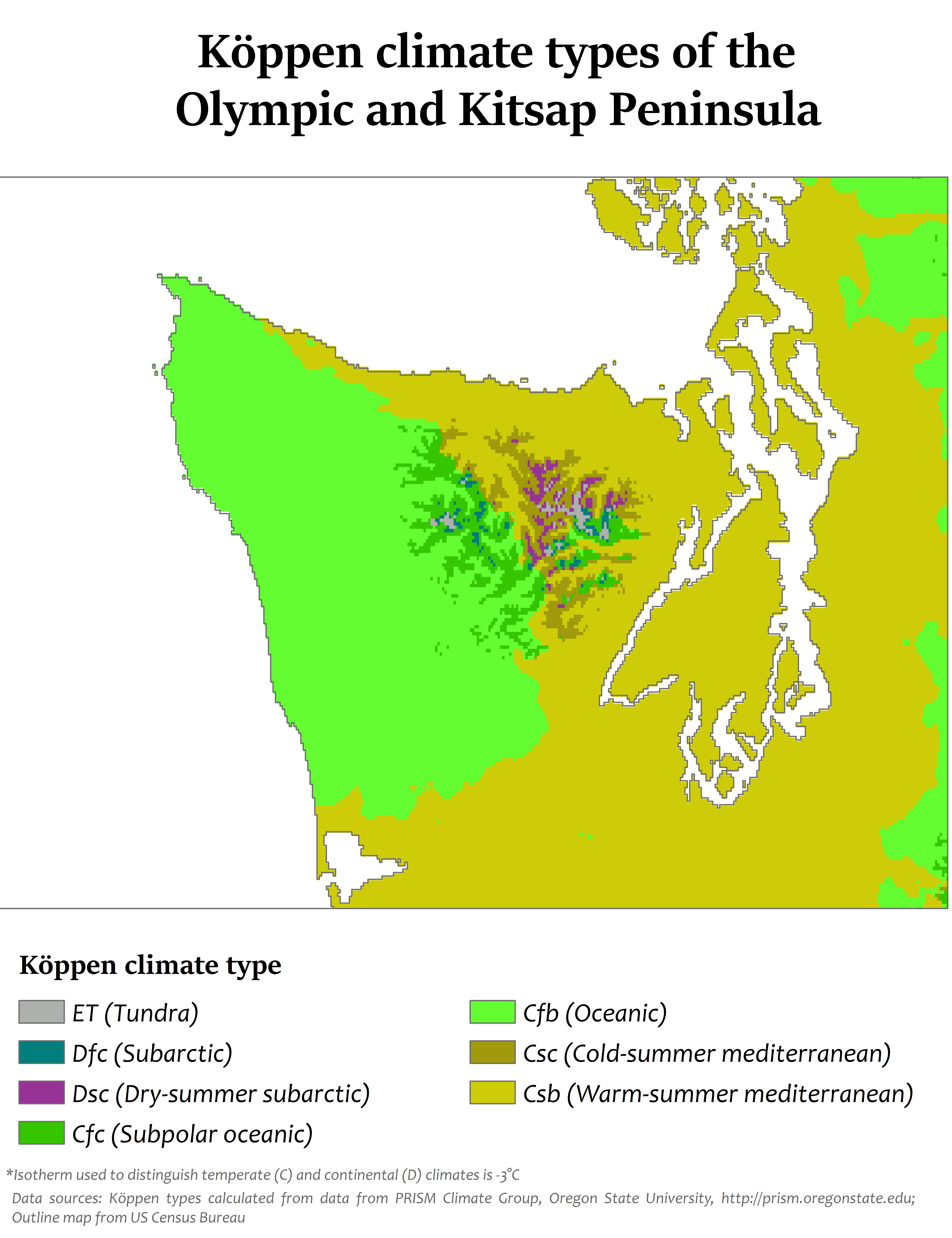
Typy klimatyczne Köppena półwyspu Olympic

Olympic (ang. Olympic Peninsula) – półwysep w Stanach Zjednoczonych, w północno-zachodniej części stanu Waszyngton. Otaczają go Ocean Spokojny na zachodzie, Cieśnina Juana de Fuca na północy oraz fiord Hood Canal (odnoga zatoki Puget Sound) na wschodzie.
Półwysep liczy ponad 14 000 km² powierzchni i zamieszkany jest przez około 135 000 mieszkańców (2011). Największym miastem jest Port Angeles (około 20 000 mieszkańców). Znaczną część półwyspu zajmuje Park Narodowy Olympic, obejmujący m.in. pasmo gór Olympic. 